# Terhorsterzand
Het Terhorsterzand is circa 181 ha groot en ligt ten zuiden van Beilen. Het is een stuifzandgebied dat gedeeltelijk is "vastgelegd", doordat er in 1900 dennen zijn aangeplant. Het grootste deel van het heuvelachtige terrein (100 ha) bestaat uit heide, afgewisseld met vennen in de lagere delen en jeneverbesstruweel op de hogere delen.
In het gevarieerde gebied komen diverse planten en dieren voor, waaronder de orchis, beenbreek en moeraswolfsklauw, de adder, heikikker, wielewaal en dodaars.
De heide wordt begraasd door schapen en jonge runderen.